# 체세나티코

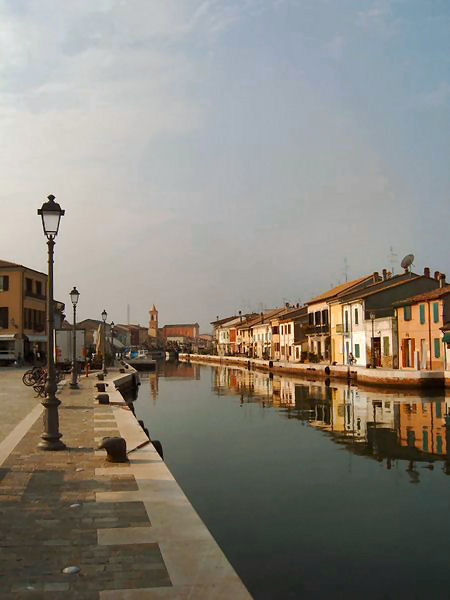
체세나티코

체세나티코(이탈리아어: Cesenatico)는 이탈리아 에밀리아로마냐주 포를리체세나도에 위치한 코무네로 면적은 45km2, 높이는 3m, 인구는 25,796명(2016년 1월 1일 기준), 인구 밀도는 570명/km2이다. 아드리아해 연안과 접하며 라벤나에서 남쪽으로 약 30km 정도 떨어진 곳에 위치한다.
1302년에 건설되었으며 18세기까지는 체세나의 일부였다. 1500년부터 운하와 요새이 건설되었다. 이 운하는 체사레 보르자의 제안을 받은 레오나르도 다 빈치가 설계를 맡았으며 체세나티코에서 15km 정도 떨어진 내륙 지대에 위치한 체세나까지 연결되었다.